# NTSC

Các quốc gia hiện tại đang sử dụng công nghệ NTSC (xanh lá), SECAM (cam) và PAL (xanh dương)

NTSC là tên viết tắt phỏng theo tên của Ủy ban Hệ thống Truyền hình Quốc gia (tiếng Anh: National Television System Committee) là hệ thống truyền hình tiêu chuẩn đầu tiên của Hoa Kỳ phát sóng truyền hình năm 1941. Năm 1961, nó được đặt tên là Hệ thống M.
Năm 1953, một tiêu chuẩn NTSC thứ hai đã được thông qua, cho phép phát sóng tivi màu tương thích với kho máy thu đen trắng hiện có. Đây là một trong ba định dạng màu chính cho truyền hình tương tự, các định dạng khác là PAL và SECAM. NTSC màu thường được liên kết với Hệ thống M. Hệ thống truyền hình phát sóng duy nhất khác sử dụng NTSC màu là Hệ thống J.
Kể từ khi giới thiệu các nguồn kỹ thuật số (ví dụ: DVD), thuật ngữ "NTSC" có thể được sử dụng để chỉ các định dạng kỹ thuật số có số dòng hoạt động trong khoảng từ 480 đến 487 có tốc độ 30 hoặc 29,97 khung hình trên giây. Không nên nhầm lẫn thuật ngữ vay mượn này với chính hệ thống màu tương tự.

## Phạm vi địa lý
Tiêu chuẩn NTSC được sử dụng ở hầu hết Châu Mỹ (trừ Brazil, Argentina, Paraguay, Uruguay, và Guiana thuộc Pháp); Myanmar; Hàn Quốc; Đài Loan; Philippines; Nhật Bản; và một số quốc gia và vùng lãnh thổ trên đảo Thái Bình Dương. (xem trên bản đồ)

## Chuyển đổi kỹ thuật số
Hầu hết các quốc gia sử dụng tiêu chuẩn NTSC, cũng như các quốc gia sử dụng các tiêu chuẩn truyền hình tương tự khác, đã chuyển sang hoặc đang trong quá trình chuyển đổi sang các tiêu chuẩn truyền hình kỹ thuật số mới hơn, có ít nhất bốn tiêu chuẩn khác nhau được sử dụng trên toàn thế giới. Bắc Mỹ, một phần của Trung Mỹ và Hàn Quốc đang áp dụng hoặc đã áp dụng các tiêu chuẩn ATSC, trong khi các quốc gia khác (như Nhật Bản) đang áp dụng hoặc đã áp dụng các tiêu chuẩn khác thay vì ATSC. Sau gần 70 năm, phần lớn các truyền NTSC không dây tại Hoa Kỳ đã ngừng vào ngày 1 tháng 1 năm 2010, and by August 31, 2011, ở Canada và hầu hết các thị trường NTSC khác. Phần lớn các lần truyền NTSC đã kết thúc tại Nhật Bản vào ngày 24 tháng 7 năm 2011, với các quận của Nhật Bản là Iwate, Miyagi và Fukushima kết thúc năm sau. Sau một chương trình thử nghiệm năm 2013, hầu hết các đài analog công suất tối đa ở Mexico đã ngừng phát sóng vào mười ngày trong năm 2015, với khoảng 500 trạm lặp và công suất thấp được phép duy trì ở chế độ tương tự cho đến cuối năm 2016. Phát sóng kỹ thuật số cho phép truyền hình độ phân giải cao hơn, nhưng truyền hình độ nét tiêu chuẩn kỹ thuật số tiếp tục sử dụng tốc độ khung hình và số dòng độ phân giải được thiết lập tương tự tiêu chuẩn NTSC.

## Lịch sử
Ủy ban Hệ thống Truyền hình Quốc gia được thành lập năm 1940 bởi Hoa Kỳ Ủy ban Truyền thông Liên bang (FCC) để giải quyết xung đột giữa các công ty về việc giới thiệu hệ thống truyền hình tương tự trên toàn quốc tại Hoa Kỳ. Vào tháng 3 năm 1941, ủy ban đã ban hành một tiêu chuẩn kỹ thuật cho truyền hình đen trắng được xây dựng dựa trên khuyến nghị năm 1936 của Hiệp hội các nhà sản xuất vô tuyến (RMA). Những tiến bộ kỹ thuật của kỹ thuật dải bên vết tích cho phép tăng độ phân giải hình ảnh. NTSC đã chọn 525 đường quét như một sự dung hòa giữa tiêu chuẩn 441-scan line của RCA (đã được sử dụng bởi mạng TV NBC của RCA) và mong muốn của Philco và DuMont tăng số dòng quét lên từ 605 đến 800. Tiêu chuẩn khuyến nghị tốc độ khung hình là 30 khung hình (hình ảnh) mỗi giây, bao gồm hai trường xen kẽ trên mỗi khung hình ở mức 262,5 dòng trên mỗi khung hình trường và 60 trường mỗi giây. Các tiêu chuẩn khác trong khuyến nghị cuối cùng là tỷ lệ khung hình 4:3 và điều chế tần số (FM) cho tín hiệu âm thanh (khá mới tại thời điểm đó).
Vào tháng 1 năm 1950, ủy ban được thành lập lại để tiêu chuẩn hóa tivi màu. FCC đã phê duyệt một thời gian ngắn tiêu chuẩn truyền hình màu 405 dòng trường tuần tự tháng 10 năm 1950, được CBS phát triển bởi. Hệ thống CBS không tương thích với các máy thu đen trắng hiện có. Nó sử dụng bánh xe màu xoay, giảm số đường quét từ 525 xuống 405 và tăng tốc độ trường từ 60 lên 144, nhưng có tốc độ khung hình hiệu quả chỉ 24 khung hình mỗi giây . Hành động pháp lý của đối thủ RCA đã ngăn chặn việc sử dụng hệ thống này cho mục đích thương mại cho đến tháng 6 năm 1951 và các chương trình phát sóng thông thường chỉ kéo dài vài tháng trước khi việc sản xuất tất cả các máy thu hình màu bị cấm bởi Văn phòng Huy động Quốc phòng tháng 10, bề ngoài là do Chiến tranh Triều Tiên. CBS đã hủy bỏ hệ thống của mình tháng 3 năm 1953, và FCC đã thay thế nó vào ngày 17 tháng 12 năm 1953, với tiêu chuẩn màu NTSC, được phát triển bởi một số công ty, bao gồm cả RCA và Philco.
Vào tháng 12 năm 1953, FCC đã nhất trí phê duyệt cái được gọi là tiêu chuẩn truyền hình màu NTSC (sau này được định nghĩa là RS-170a). Tiêu chuẩn màu tương thích giữ lại khả năng tương thích ngược hoàn toàn với các TV đen trắng hiện có. Thông tin màu sắc đã được thêm vào hình ảnh đen trắng bằng cách giới thiệu sóng mang con màu chính xác là 315/88 MHz (thường được mô tả là 3.579545 MHz ± 10 Hz hoặc khoảng 3,58 MHz). Tần số chính xác được chọn sao cho các thành phần điều chế tốc độ đường ngang của tín hiệu sắc độ rơi chính xác ở giữa các thành phần điều chế tốc độ đường ngang của tín hiệu độ chói, do đó cho phép tín hiệu sắc độ được lọc ra khỏi tín hiệu độ chói với sự suy giảm nhỏ của tín hiệu độ chói. (Ngoài ra, giảm thiểu khả năng hiển thị trên các bộ hiện tại không lọc được.) Do các hạn chế của mạch phân chia tần số tại thời điểm chuẩn màu được ban hành, tần số sóng mang màu được xây dựng dưới dạng tần số tổng hợp từ các số nguyên nhỏ, trong trường hợp này là 5×7×9/(8×11) MHz. Tốc độ đường ngang đã giảm xuống khoảng 15.734 dòng mỗi giây (3.579545×2/455 MHz = 9/572 MHz) từ 15.750 dòng mỗi giây và tốc độ khung hình đã giảm xuống 30 / 1.001 29.970 khung hình mỗi giây (đường ngang tốc độ chia cho 525 dòng / khung hình) từ 30 khung hình mỗi giây. Những thay đổi này lên tới 0,1 phần trăm và được chấp nhận bởi các máy thu truyền hình hiện có.
Chương trình truyền hình mạng được công bố công khai đầu tiên về một chương trình sử dụng hệ thống "màu tương thích" NTSC là một tập của KBC Kukla, Fran và Ollie vào ngày 30 tháng 8 năm 1953, mặc dù chỉ có thể xem được màu tại trụ sở của mạng. Lần xem màu NTSC đầu tiên trên toàn quốc diễn ra vào ngày 1 tháng 1 sau đó với chương trình phát sóng từ bờ biển đến bờ biển của Giải đấu Hoa hồng diễu hành, có thể xem trên các máy thu màu nguyên mẫu tại các buổi thuyết trình đặc biệt trên toàn quốc. Máy ảnh truyền hình NTSC màu đầu tiên là RCA TK-40, được sử dụng để phát sóng thử nghiệm năm 1953; một phiên bản cải tiến, TK-40A, được giới thiệu tháng 3 năm 1954, là máy ảnh truyền hình màu thương mại đầu tiên. Cuối năm đó, TK-41 cải tiến đã trở thành máy ảnh tiêu chuẩn được sử dụng trong suốt phần lớn thập niên 1960.
Tiêu chuẩn NTSC đã được các quốc gia khác áp dụng, bao gồm hầu hết Châu Mỹ và Nhật Bản.
Với sự ra đời của truyền hình kỹ thuật số, các chương trình phát sóng analog phần lớn đã bị loại bỏ. Hầu hết các đài truyền hình NTSC của Hoa Kỳ được yêu cầu bởi FCC để tắt các máy phát analog của họ trước ngày 17 tháng 2 năm 2009, tuy nhiên điều này sau đó đã được chuyển sang ngày 12 tháng 6 năm 2009. Trạm công suất thấp, Các trạm loại A và người dịch được yêu cầu ngừng hoạt động năm 2015, mặc dù phần mở rộng của FCC đã cho phép một số trạm hoạt động trên Kênh 6 hoạt động cho đến ngày 13 tháng 7 năm 2021 Các máy phát TV analog còn lại của Canada, tại các thị trường không thuộc diện chuyển đổi bắt buộc năm 2011, đã được lên kế hoạch ngừng hoạt động trước ngày 14 tháng 1 năm 2022, theo lịch trình do Innovation, Science and Economic Development Canada công bố năm 2017; tuy nhiên, ngày chuyển đổi theo lịch trình đã qua đối với một số đài được liệt kê tiếp tục phát sóng ở dạng tương tự (ví dụ: CFJC-TV Kamloops, chưa chuyển đổi sang kỹ thuật số, được liệt kê là bắt buộc phải chuyển đổi trước ngày 20 tháng 11 năm 2020).

## Chi tiết kỹ thuật

### Dòng và tốc độ làm tươi
NTSC mã hóa màu sắc được sử dụng với các hệ thống M tín hiệu truyền hình, trong đó bao gồm 30/1,001(khoảng 29,97) khung hình xen kẽ của video mỗi giây. Mỗi khung bao gồm hai trường, mỗi trường bao gồm 262,5 dòng quét, với tổng số 525 dòng quét. Ban đầu, 486 dòng quét tạo thành raster có thể nhìn thấy, mặc dù điều này sau đó đã được chuẩn hóa thành 480. Phần còn lại (khoảng trống dọc) cho phép đồng bộ hóa và truy xuất dọc. Khoảng thời gian trống này ban đầu được thiết kế để làm trống chùm tia điện tử của CRT của máy thu nhằm cho phép các mạch tương tự đơn giản và đường hồi ngược dọc chậm của các máy thu TV đời đầu. Tuy nhiên, một số dòng này hiện có thể chứa các dữ liệu khác như phụ đề chi tiết và mã thời gian khoảng thời gian dọc (VITC). Trong raster hoàn chỉnh (bỏ qua các nửa dòng do xen kẽ), các dòng quét được đánh số chẵn (mọi dòng khác sẽ là số chẵn nếu được tính trong tín hiệu video, ví dụ: {2, 4, 6, ..., 524}) được vẽ trong trường đầu tiên và số lẻ (mọi dòng khác sẽ là số lẻ nếu được tính trong tín hiệu video: {1, 3, 5,..., 525})được vẽ trong trường thứ hai, để mang lại hình ảnh không nhấp nháy ở tần số làm mới trường là 60/1,001 Hz (xấp xỉ 59,94 Hz). Để so sánh, các hệ thống 576i như PAL-B/G và SECAM sử dụng 625 dòng (hiển thị 576) và do đó có độ phân giải dọc cao hơn, nhưng độ phân giải thời gian thấp hơn 25 khung hình hoặc 50 trường mỗi giây.
Tần số làm mới trường NTSC trong hệ thống đen trắng ban đầu hoàn toàn khớp với tần số 60 Hz danh nghĩa của công suất dòng điện xoay chiều được sử dụng ở Hoa Kỳ. Việc khớp tốc độ làm mới trường với nguồn điện tránh được điều chế (còn gọi là nhịp), nơi tạo ra các thanh lăn trên màn hình. Việc đồng bộ hóa tốc độ làm mới với nguồn điện tình cờ giúp máy ảnh kinescope ghi lại các chương trình phát sóng truyền hình trực tiếp sớm, vì rất đơn giản để đồng bộ hóa máy quay phim để chụp một khung hình video trên mỗi khung hình phim bằng cách sử dụng tần số dòng điện xoay chiều để đặt tốc độ của camera điều khiển động cơ AC đồng bộ. Như đã đề cập, đây là cách tần số làm tươi trường NTSC hoạt động trong hệ thống đen trắng ban đầu; tuy nhiên, khi màu được thêm vào hệ thống, tần số làm mới được dịch chuyển giảm nhẹ 0,1% xuống khoảng 59,94 Hz để loại bỏ các mẫu chấm tĩnh trong tần số chênh lệch giữa các sóng mang âm thanh và màu, như được giải thích bên dưới trong phần "Mã hóa màu". Vào thời điểm tốc độ khung hình thay đổi để phù hợp với màu sắc, gần như dễ dàng kích hoạt màn trập camera từ chính tín hiệu video.
Con số thực tế của 525 dòng được chọn là kết quả của những hạn chế của các công nghệ dựa trên ống chân không thời đó. Trong các hệ thống TV đầu tiên, bộ tạo dao động điều khiển điện áp chính được chạy ở tần số gấp đôi tần số và tần số này được chia cho số dòng được sử dụng (trong trường hợp này là 525) để cung cấp tần số trường (60 Hz trong trường hợp này). Tần số này sau đó được so sánh với tần số dòng điện 60 Hz và bất kỳ sự khác biệt nào được sửa chữa bằng cách điều chỉnh tần số của bộ dao động chính. Để quét xen kẽ, cần có một số dòng lẻ trên mỗi khung hình để làm cho khoảng cách truy xuất dọc giống hệt nhau cho các trường lẻ và chẵn, có nghĩa là tần số dao động chính phải được chia cho một số lẻ. Vào thời điểm đó, phương pháp thực tế duy nhất của phân chia tần số là việc sử dụng một chuỗi các ống chân không multivibrators, tỷ lệ phân chia tổng thể là sản phẩm toán học của các tỷ lệ phân chia của chuỗi. Vì tất cả các yếu tố của một số lẻ cũng phải là số lẻ, do đó, tất cả các bộ chia trong chuỗi cũng phải chia cho số lẻ và chúng phải tương đối nhỏ do các vấn đề về trôi dạt nhiệt với các thiết bị ống chân không. Chuỗi thực tế gần nhất với 500 đáp ứng các tiêu chí này là 3×5×5×7=525. (Đối với lý do tương tự, 625-line PAL-B / G và SECAM sử dụng 5×5×5×5, hệ thống 405-line cũ người Anh sử dụng 3×3×3×3×5, người Pháp hệ thống 819-line sử dụng 3×3×7×13, v.v.)

### Chỉnh sửa màu

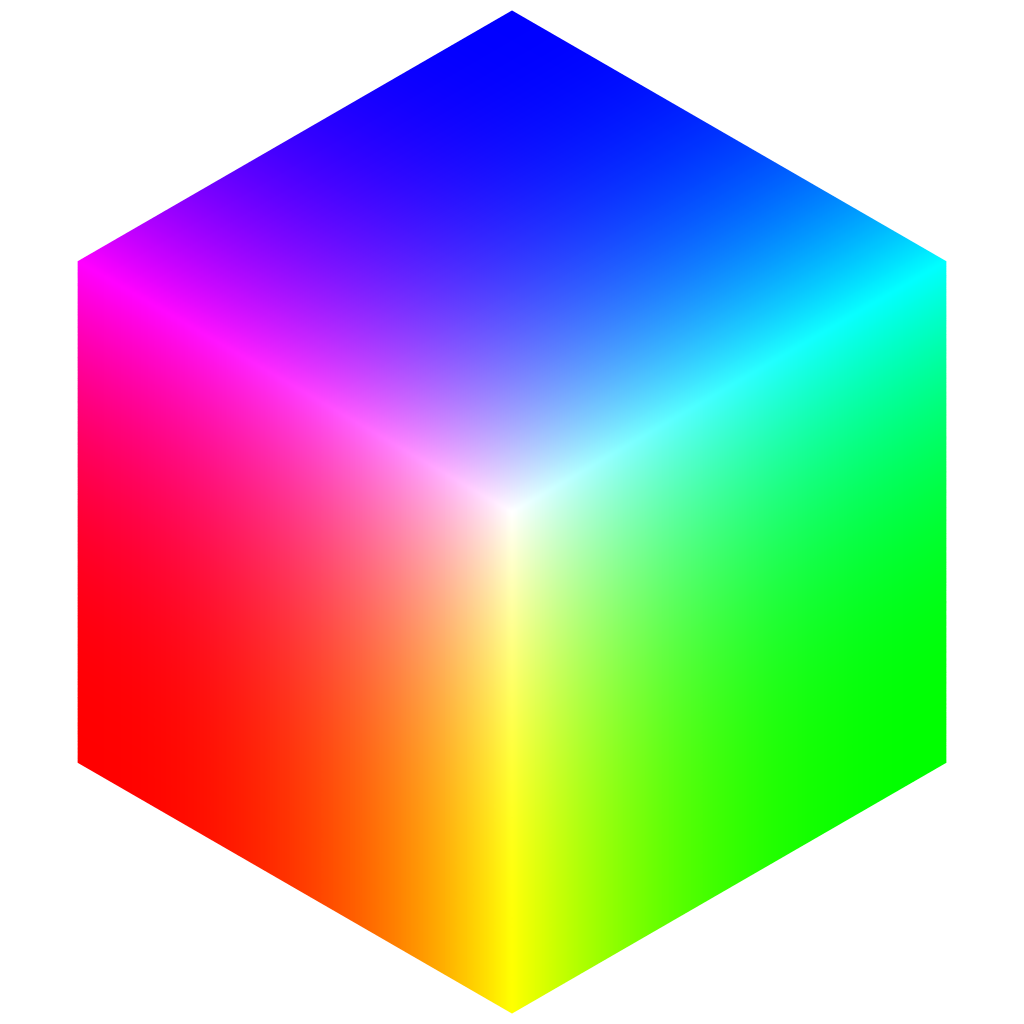
Khối màu đo màu NTSC 1953 (cấu hình màu được mã hóa, yêu cầu trình duyệt và màn hình tương thích để hiển thị chính xác).

Thông số kỹ thuật NTSC màu 1953 ban đầu, vẫn là một phần của Bộ quy tắc liên bang Hoa Kỳ, đã xác định các giá trị so màu của hệ thống như sau:
| Phép đo màu gốc NTSC (1953)                         | CIE 1931 x | CIE 1931 y |
| --------------------------------------------------- | ---------- | ---------- |
| màu đỏ chính                                        | 0,67       | 0,33       |
| màu xanh lá cây chính                               | 0,21       | 0,71       |
| màu xanh cơ bản                                     | 0,14       | 0,08       |
| điểm trắng (Đèn chiếu sáng tiêu chuẩn CIE C) 6774 K | 0,310      | 0,316      |

Các máy thu hình màu ban đầu, chẳng hạn như RCA CT-100, trung thành với thông số kỹ thuật này (dựa trên các tiêu chuẩn hình ảnh chuyển động phổ biến), có gam màu lớn hơn hầu hết các màn hình ngày nay. Các chất lân quang hiệu suất thấp của chúng (đặc biệt là màu Đỏ) yếu và tồn tại lâu, để lại dấu vết sau khi các vật thể chuyển động. Bắt đầu từ cuối thập niên 1950, phốt pho trong ống hình ảnh sẽ hy sinh độ bão hòa để tăng độ sáng; sự sai lệch này so với tiêu chuẩn ở cả máy thu và máy phát là nguồn gốc của sự biến đổi màu sắc đáng kể.

#### SMPTE C

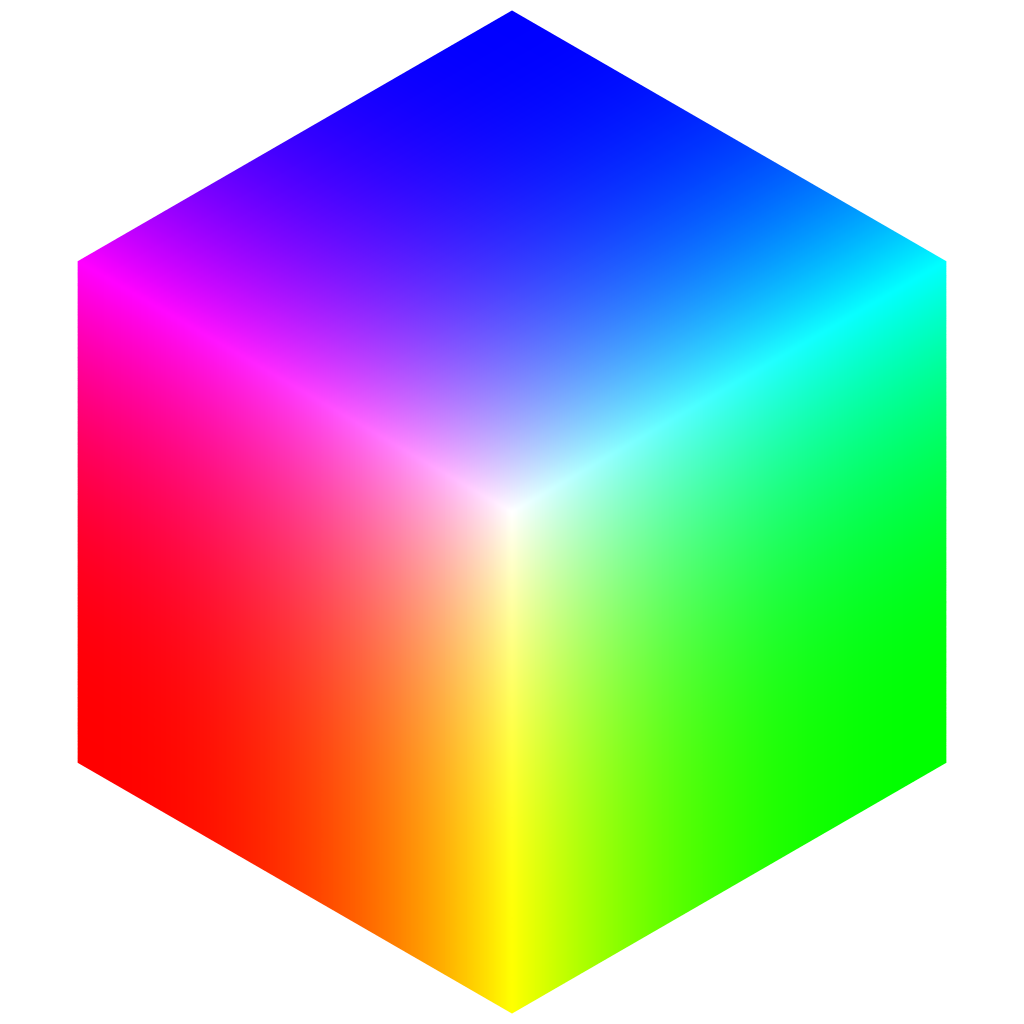
Khối màu SMPTE C (cấu hình màu được mã hóa, yêu cầu trình duyệt và màn hình tương thích để hiển thị chính xác).

Để đảm bảo tái tạo màu sắc đồng đều hơn, các máy thu bắt đầu kết hợp các mạch hiệu chỉnh màu để chuyển đổi tín hiệu nhận được—được mã hóa cho các giá trị so màu được liệt kê ở trên—thành các tín hiệu được mã hóa cho các phốt pho thực sự được sử dụng trong màn hình. Do hiệu chỉnh màu như vậy không thể được thực hiện chính xác trên các tín hiệu hiệu chỉnh gamma phi tuyến tính được truyền đi, nên việc điều chỉnh chỉ có thể là gần đúng, gây ra cả lỗi màu sắc và độ sáng đối với các màu có độ bão hòa cao.
Tương tự như vậy ở giai đoạn đài truyền hình, năm 1968–69, Conrac Corp., làm việc với RCA, đã xác định một bộ phốt pho được kiểm soát để sử dụng trong hình ảnh màu phát sóng màn hình video. Đặc điểm kỹ thuật này còn tồn tại đến ngày nay dưới dạng thông số kỹ thuật phosphor SMPTE "C":
| SMPTE "C" so màu                    | CIE 1931 x | CIE 1931 y |
| ----------------------------------- | ---------- | ---------- |
| màu đỏ chính                        | 0,630      | 0,340      |
| màu xanh lá cây chính               | 0,310      | 0,595      |
| màu xanh cơ bản                     | 0.155      | 0,070      |
| điểm trắng (đèn chiếu sáng CIE D65) | 0,3127     | 0,3290     |

Đối với máy thu tại nhà, màn hình phòng thu cũng được khuyến nghị kết hợp các mạch hiệu chỉnh màu tương tự để các đài truyền hình có thể truyền hình ảnh được mã hóa cho các giá trị so màu ban đầu năm 1953, theo tiêu chuẩn của FCC.
Năm 1987, Ủy ban Công nghệ Truyền hình của Hiệp hội Kỹ sư Điện ảnh và Truyền hình (tiếng Anh: Society of Motion Picture and Television Engineers, viết tắt là SMPTE), Nhóm Công tác về Đo màu Màn hình Studio (tiếng Anh: Working Group on Studio Monitor Colorimetry), đã sử dụng chất lân quang SMPTE C (Conrac) để sử dụng chung trong Thực hành Đề xuất 145, khiến nhiều nhà sản xuất sửa đổi thiết kế máy ảnh của họ để mã hóa trực tiếp phép đo màu SMPTE "C" mà không cần hiệu chỉnh màu, như đã được phê duyệt trong tiêu chuẩn SMPTE 170M, "Tín hiệu video tương tự tổng hợp – NTSC cho ứng dụng Studio" (1994). Do đó, tiêu chuẩn truyền hình kỹ thuật số ATSC quy định rằng đối với tín hiệu 480i, phép đo màu SMPTE "C" nên được giả định trừ khi dữ liệu so màu được đưa vào luồng truyền tải.
NTSC của Nhật Bản không bao giờ thay đổi các cuộc bầu cử sơ bộ và điểm trắng thành SMPTE "C", tiếp tục sử dụng các cuộc bầu cử sơ bộ và điểm trắng năm 1953 của NTSC. Cả hai hệ thống PAL và SECAM đều sử dụng phép đo màu NTSC ban đầu năm 1953 cho đến năm 1970; Tuy nhiên, không giống như NTSC, Liên minh Phát thanh Truyền hình Châu Âu (EBU) đã từ chối hiệu chỉnh màu trong máy thu và màn hình phòng thu năm đó và thay vào đó kêu gọi rõ ràng tất cả các thiết bị mã hóa trực tiếp tín hiệu cho các giá trị đo màu "EBU", cải thiện hơn nữa độ trung thực của màu sắc của các hệ thống đó.

### Mã hóa màu
Để tương thích ngược với truyền hình đen trắng, NTSC sử dụng hệ thống mã hóa độ chói - độ sáng được phát minh năm 1938 bởi Georges Valensi. Các ba tín hiệu hình ảnh màu sắc được chia thành Luminance (có nguồn gốc về mặt toán học từ ba tín hiệu màu riêng biệt (Red, Green và Blue)) thay thế cho tín hiệu đơn sắc ban đầu và Sắc độ mang chỉ thông tin màu. Quá trình này được áp dụng cho từng nguồn màu từng bằng Bộ ghép màu riêng của nó, do đó cho phép quản lý nguồn màu tương thích như thể nó là một nguồn đơn sắc thông thường. Điều này cho phép máy thu đen trắng hiển thị tín hiệu màu NTSC bằng cách bỏ qua tín hiệu sắc độ. Một số TV đen trắng được bán ở Hoa Kỳ sau khi giới thiệu tính năng phát sóng màu năm 1953 được thiết kế để lọc sắc độ, nhưng các TV đen trắng đầu tiên đã không làm điều này và sắc độ có thể được coi là một 'mô hình chấm' trong các khu vực có màu sắc cao của hình ảnh.
Trong NTSC, sắc độ được mã hóa bằng hai tín hiệu màu được gọi là I (cùng pha) và Q (theo phương trình cầu phương) trong một quy trình gọi là QAM. Hai tín hiệu, mỗi tín hiệu có biên độ điều chỉnh các sóng mang 3,58 MHz lệch pha nhau 90 độ và kết quả được cộng lại với nhau nhưng với bản thân các sóng mang bị triệt tiêu. Kết quả có thể được xem như một sóng hình sin đơn với pha thay đổi so với sóng mang tham chiếu và với biên độ thay đổi. Pha thay đổi thể hiện sắc màu tức thời do camera TV ghi lại và biên độ thể hiện độ bão hòa màu tức thời. Sau đó, sóng mang con 3,58 MHz này được thêm vào Độ sáng để tạo thành 'tín hiệu màu tổng hợp' điều chỉnh tín hiệu video sóng mang giống như trong truyền đơn sắc.
Để TV màu khôi phục thông tin màu sắc từ sóng mang con màu, nó phải có tham chiếu pha bằng 0 để thay thế sóng mang bị triệt tiêu trước đó. Tín hiệu NTSC bao gồm một mẫu ngắn của tín hiệu tham chiếu này, được gọi là colorburst, nằm ở 'hiên sau' của mỗi xung đồng bộ hóa ngang. Cụm màu bao gồm tối thiểu tám chu kỳ của sóng mang con màu không điều chế (pha và biên độ cố định). Bộ thu TV có "bộ tạo dao động cục bộ", được đồng bộ hóa với các chùm màu này. Việc kết hợp tín hiệu pha tham chiếu này bắt nguồn từ cụm màu với biên độ và pha của tín hiệu sắc độ cho phép khôi phục các tín hiệu 'I' và 'Q' mà khi kết hợp với thông tin Độ sáng cho phép tái tạo hình ảnh màu trên màn hình. TV màu được cho là thực sự là TV màu vì phần độ sáng của hình ảnh được tách biệt hoàn toàn khỏi phần màu sắc. Trong TV CRT, tín hiệu NTSC được biến thành ba tín hiệu màu được gọi là Red, Green và Blue, mỗi tín hiệu điều khiển súng điện tử màu đó. TV có mạch kỹ thuật số sử dụng các kỹ thuật lấy mẫu để xử lý tín hiệu nhưng kết quả là như nhau. Đối với cả bộ kỹ thuật số và bộ tương tự xử lý tín hiệu NTSC tương tự, ba tín hiệu màu ban đầu (Đỏ, Lục và Lam) được truyền bằng ba tín hiệu riêng biệt (Độ sáng, I và Q), sau đó được phục hồi dưới dạng ba màu riêng biệt và được kết hợp dưới dạng hình ảnh màu .
Khi một bộ phát phát tín hiệu NTSC, nó sẽ điều chỉnh biên độ sóng mang tần số vô tuyến với tín hiệu NTSC vừa mô tả, trong khi nó điều chỉnh tần số sóng mang cao hơn 4,5 MHz với tín hiệu âm thanh. Nếu méo phi tuyến tính xảy ra với tín hiệu phát sóng, thì sóng mang màu 3,579545 MHz có thể beat với sóng mang âm thanh để tạo ra một mẫu chấm trên màn hình. Để làm cho mẫu kết quả ít bị chú ý hơn, các nhà thiết kế đã điều chỉnh tốc độ quét 15.750 Hz ban đầu xuống hệ số 1,001 (0,1%) để phù hợp với tần số sóng mang âm thanh chia cho hệ số 286, dẫn đến tốc độ trường xấp xỉ 59,94  Hz. Sự điều chỉnh này đảm bảo rằng sự khác biệt giữa sóng mang âm thanh và sóng mang phụ màu (sản phẩm điều biến có vấn đề nhất của hai sóng mang) là bội số lẻ của một nửa tốc độ đường truyền, đây là điều kiện cần thiết để có các dấu chấm trên các đường liên tiếp ngược pha, khiến chúng ít được chú ý nhất.t.
Tỷ lệ 59,94 được lấy từ các tính toán sau. Các nhà thiết kế đã chọn đặt tần số sóng mang phụ sắc độ là bội số n + 0,5 của tần số đường truyền để giảm thiểu nhiễu giữa tín hiệu độ chói và tín hiệu sắc độ. (Một cách khác, điều này thường được nêu là tần số sóng mang phụ màu là bội số lẻ của một nửa tần số đường truyền.) Sau đó, họ chọn đặt tần số sóng mang phụ âm thanh thành bội số nguyên của tần số đường truyền để giảm thiểu nhiễu có thể nhìn thấy (xuyên điều chế) giữa âm thanh tín hiệu và tín hiệu sắc độ. Tiêu chuẩn đen trắng ban đầu, với tần số đường truyền 15.750 Hz và sóng mang phụ âm thanh 4,5 MHz, không đáp ứng các yêu cầu này, do đó, các nhà thiết kế phải tăng tần số sóng mang phụ âm thanh hoặc hạ thấp tần số đường truyền. Việc tăng tần số sóng mang phụ âm thanh sẽ ngăn các máy thu (đen trắng) hiện có điều chỉnh chính xác tín hiệu âm thanh. Việc giảm tần số đường truyền tương đối vô hại, bởi vì thông tin đồng bộ hóa ngang và dọc trong tín hiệu NTSC cho phép máy thu chịu được một lượng thay đổi đáng kể về tần số đường truyền. Vì vậy, các kỹ sư đã chọn tần số dòng được thay đổi cho tiêu chuẩn màu. Trong tiêu chuẩn đen trắng, tỷ lệ giữa tần số sóng mang phụ âm thanh và tần số đường truyền là 4,5 MHz⁄15.750 Hz = 285,71. Trong tiêu chuẩn màu, giá trị này được làm tròn thành số nguyên 286, có nghĩa là tốc độ dòng của tiêu chuẩn màu là 4,5 MHz⁄286 ≈ 15,734 Hz. Duy trì cùng số dòng quét trên mỗi trường (và khung), tốc độ dòng thấp hơn phải mang lại tốc độ trường thấp hơn. Chia 4500000⁄286 dòng mỗi giây cho 262,5 dòng mỗi trường sẽ cho khoảng 59,94 trường mỗi giây.

### Phương pháp điều chế truyền dẫn

Phổ của kênh truyền hình System M với màu NTSC

NTSC kênh truyền hình khi được truyền chiếm tổng băng thông là 6 MHz. Tín hiệu video thực tế, là điều biến biên độ, được truyền trong khoảng từ 500 kHz đến 5,45 MHz trên giới hạn dưới của kênh. Video tín hiệu sóng mang cao hơn 1,25 MHz so với giới hạn dưới của kênh. Giống như hầu hết các tín hiệu AM, sóng mang video tạo ra hai dải biên, một ở trên sóng mang và một ở dưới. Mỗi dải biên rộng 4,2 MHz. Toàn bộ dải biên phía trên được truyền nhưng chỉ 1,25 MHz của dải biên phía dưới, được gọi là dải biên gốc, được truyền. Sóng mang con màu, như đã lưu ý ở trên, cao hơn sóng mang video là 3,579545 MHz và là điều chế-biên độ cầu phương với sóng mang bị triệt tiêu. Tín hiệu âm thanh là điều chế tần số, giống như tín hiệu âm thanh được phát bởi đài FM các đài trong băng tần 88–108 MHz, nhưng có băng tần Tối đa 25 kHz độ lệch tần số, trái ngược với 75 kHz như được sử dụng trên dải tần FM, làm cho tín hiệu âm thanh truyền hình tương tự phát ra âm thanh nhỏ hơn so với tín hiệu đài FM khi nhận được trên bộ thu băng rộng . Sóng mang âm thanh chính cao hơn sóng mang video 4,5 MHz, khiến nó thấp hơn 250 kHz so với đầu kênh. Đôi khi, một kênh có thể chứa tín hiệu MTS, tín hiệu này cung cấp nhiều hơn một tín hiệu âm thanh bằng cách thêm một hoặc hai sóng mang con vào tín hiệu âm thanh, mỗi sóng mang được đồng bộ hóa với bội số của tần số đường truyền. Điều này thường xảy ra khi các tín hiệu âm thanh nổi và/hoặc chương trình âm thanh thứ hai được sử dụng. Các tiện ích mở rộng tương tự được sử dụng trong ATSC, trong đó sóng mang kỹ thuật số ATSC được phát ở 0,31 MHz trên giới hạn dưới của kênh.
"Thiết lập" là độ lệch điện áp 54 mV (7,5 IRE) giữa các mức "đen" và "trống". Nó là duy nhất cho NTSC. CVBS là viết tắt của Màu sắc, Video, Xóa và Đồng bộ hóa.
Bảng sau đây hiển thị các giá trị cho các màu RGB cơ bản, được mã hóa bằng NTSC
| Màu     | Mức độ sáng | Mức độ màu sắc   | Biên độ màu sắc | Pha   |
| ------- | ----------- | ---------------- | --------------- | ----- |
| White   | 100 IRE     | 0 IRE            | 0 IRE           | –     |
| Yellow  | 89.5 IRE    | 48.1 – 130.8 IRE | 82.7 IRE        | 167.1 |
| Cyan    | 72.3 IRE    | 13.9 – 130.8 IRE | 116.9 IRE       | 283.5 |
| Green   | 61.8 IRE    | 7.2 – 116.4 IRE  | 109.2 IRE       | 240.7 |
| Magenta | 45.7 IRE    | −8.9 – 100.3 IRE | 109.2 IRE       | 60.7  |
| Red     | 35.2 IRE    | −23.3 – 93.6 IRE | 116.9 IRE       | 103.5 |
| Blue    | 18 IRE      | −23.3 – 59.4 IRE | 82.7 IRE        | 347.1 |
| Black   | 7.5 IRE     | 0 IRE            | 0 IRE           | –     |

### Chuyển đổi tốc độ khung hình
Có sự khác biệt lớn về tốc độ khung hình giữa phim chạy ở tốc độ 24,0 khung hình mỗi giây và tiêu chuẩn NTSC chạy ở tốc độ xấp xỉ 29,97 (10 MHz×63/88/455/525)  khung hình mỗi giây. Ở những khu vực sử dụng tiêu chuẩn video và truyền hình 25 khung hình/giây, sự khác biệt này có thể được khắc phục bằng tăng tốc.
Đối với tiêu chuẩn 30 khung hình/giây, quy trình có tên "3:2 pulldown" được sử dụng. Một khung hình phim được truyền cho ba trường video (kéo dài 1+1⁄2 khung hình video) và khung hình tiếp theo được truyền cho hai trường video (kéo dài 1 khung hình video). Do đó, hai khung hình phim được truyền trong năm trường video, trung bình 2+1⁄2 trường video trên mỗi khung hình phim. Do đó, tốc độ khung hình trung bình là 60 ÷ 2,5 = 24 khung hình mỗi giây, do đó, tốc độ phim trung bình trên danh nghĩa chính xác như mong muốn. (Trong thực tế, trong một giờ thời gian thực, 215.827,2 trường video được hiển thị, đại diện cho 86.330,88 khung hình phim, trong khi trong một giờ chiếu phim 24 khung hình/giây thực, chính xác 86.400 khung hình được hiển thị: do đó, quá trình truyền NTSC 29,97 khung hình/giây của phim 24 khung hình/giây chạy ở 99,92% tốc độ bình thường của phim.) Khung hình tĩnh khi phát lại có thể hiển thị khung hình video với các trường từ hai khung hình phim khác nhau, do đó, bất kỳ sự khác biệt nào giữa các khung hình sẽ xuất hiện dưới dạng nhấp nháy qua lại nhanh chóng. Cũng có thể có hiện tượng giật hình/"lắp hình" đáng chú ý khi lia máy ảnh chậm (rung hình).
Để tránh kéo xuống 3:2, phim được quay riêng cho truyền hình NTSC thường được quay ở tốc độ 30 khung hình/giây.
Để hiển thị nội dung 25 khung hình/giây (chẳng hạn như phim truyền hình dài tập của Châu Âu và một số phim Châu Âu) trên thiết bị NTSC, mỗi khung hình thứ năm được sao chép và sau đó luồng kết quả được xen kẽ.
Phim được quay cho truyền hình NTSC ở 24 khung hình/giây theo truyền thống được tăng tốc thêm 1/24 (đến khoảng 104,17% tốc độ bình thường) để truyền ở các khu vực sử dụng tiêu chuẩn truyền hình 25 khung hình/giây. Theo truyền thống, sự gia tăng tốc độ hình ảnh này thường đi kèm với sự gia tăng tương tự về cao độ và nhịp độ của âm thanh. Gần đây, trộn khung hình đã được sử dụng để chuyển đổi video 24 FPS thành 25 FPS mà không làm thay đổi tốc độ của video.
Phim được quay cho truyền hình ở những vùng sử dụng tiêu chuẩn truyền hình 25 khung hình/giây có thể được xử lý theo một trong hai cách sau:
- Có thể quay phim với tốc độ 24 khung hình/giây. Trong trường hợp này, khi được truyền trong vùng gốc của nó, phim có thể được tăng tốc lên 25 khung hình/giây theo kỹ thuật tương tự được mô tả ở trên hoặc giữ ở mức 24 khung hình/giây bằng kỹ thuật kỹ thuật số được mô tả ở trên. Khi cùng một bộ phim được truyền trong các khu vực sử dụng tiêu chuẩn truyền hình 30 khung hình/giây trên danh nghĩa, không có thay đổi đáng chú ý nào về tốc độ, nhịp độ và cao độ.
- Có thể quay phim với tốc độ 25 khung hình/giây. Trong trường hợp này, khi được truyền trong khu vực bản địa của nó, phim được chiếu ở tốc độ bình thường mà không có sự thay đổi nào của nhạc nền đi kèm. Khi cùng một bộ phim được chiếu ở các khu vực sử dụng tiêu chuẩn truyền hình danh nghĩa 30 khung hình/giây, mỗi khung hình thứ năm được sao chép và vẫn không có thay đổi đáng chú ý nào về tốc độ, nhịp độ và cao độ.

Bởi vì cả hai tốc độ phim đều được sử dụng ở các vùng 25 khung hình/giây, người xem có thể gặp nhầm lẫn về tốc độ thực của video và âm thanh cũng như cao độ của giọng nói, hiệu ứng âm thanh và màn trình diễn âm nhạc trong phim truyền hình từ các vùng đó. Ví dụ: họ có thể thắc mắc liệu Jeremy Brett sê-ri phim truyền hình Sherlock Holmes, được sản xuất vào thập niên 1980 và đầu thập niên 1990, được quay ở tốc độ 24 khung hình/giây và sau đó được truyền đi với tốc độ nhanh giả tạo trong 25- vùng khung hình/giây hoặc liệu nó được quay ở tốc độ 25 khung hình/giây tự nhiên và sau đó giảm xuống 24 khung hình/giây cho triển lãm NTSC.
Những khác biệt này không chỉ tồn tại trong các chương trình phát sóng truyền hình qua vô tuyến và cáp, mà còn trong thị trường video gia đình, trên cả băng và đĩa, bao gồm đĩa laser và DVD.
Trong truyền hình và video kỹ thuật số đang thay thế các loại truyền hình tương tự trước đây, các tiêu chuẩn đơn lẻ có thể đáp ứng phạm vi tốc độ khung hình rộng hơn vẫn cho thấy các giới hạn của các tiêu chuẩn khu vực tương tự. Ví dụ, phiên bản ban đầu của tiêu chuẩn ATSC cho phép tốc độ khung hình là 23,976, 24, 29,97, 30, 59,94, 60, 119,88 và 120 khung hình mỗi giây, nhưng không phải 25 và 50. ATSC hiện đại cho phép 25 và 50 FPS.

### Điều chế truyền dẫn vệ tinh analog
Do năng lượng vệ tinh bị hạn chế nghiêm trọng nên việc truyền video tương tự qua vệ tinh khác với truyền TV mặt đất. AM là một phương pháp điều chế tuyến tính, do đó tỷ lệ tín hiệu trên tạp âm (SNR) được giải điều chế nhất định yêu cầu SNR RF nhận được cao tương đương. SNR của video chất lượng phòng thu lớn hơn 50 dB, vì vậy AM sẽ yêu cầu công suất cực cao và/hoặc ăng-ten lớn.
Thay vào đó, băng thông rộng FM được sử dụng để đổi băng thông RF lấy công suất giảm. Việc tăng băng thông kênh từ 6 lên 36 MHz cho phép SNR RF chỉ từ 10 dB trở xuống. Băng thông tiếng ồn rộng hơn giúp giảm mức tiết kiệm năng lượng 40 dB này xuống 36 MHz / 6 MHz = 8 dB để giảm đáng kể 32 dB.
Âm thanh nằm trên sóng mang phụ FM như trong truyền dẫn trên mặt đất, nhưng các tần số trên 4,5 MHz được sử dụng để giảm nhiễu âm thanh/hình ảnh. 6,8, 5,8 và 6,2 MHz thường được sử dụng. Âm thanh nổi có thể là ghép kênh, rời rạc hoặc ma trận và các tín hiệu dữ liệu và âm thanh không liên quan có thể được đặt trên các sóng mang con bổ sung.
Dạng sóng phân tán năng lượng 60 Hz hình tam giác được thêm vào tín hiệu dải cơ sở tổng hợp (video cộng với sóng mang con âm thanh và dữ liệu) trước khi điều chế. Điều này giới hạn đường xuống vệ tinh mật độ phổ trong trường hợp tín hiệu video bị mất. Mặt khác, vệ tinh có thể truyền toàn bộ năng lượng của nó trên một tần số duy nhất, gây nhiễu các liên kết vi sóng trên mặt đất trong cùng dải tần.
Ở chế độ một nửa bộ phát đáp, độ lệch tần số của tín hiệu dải cơ sở tổng hợp được giảm xuống 18 MHz để cho phép một tín hiệu khác ở nửa còn lại của bộ phát đáp 36 MHz. Điều này làm giảm phần nào lợi ích của FM và SNR được phục hồi còn giảm hơn nữa do công suất tín hiệu kết hợp phải được "tắt" để tránh méo xuyên điều chế trong bộ phát đáp vệ tinh. Một tín hiệu FM duy nhất có biên độ không đổi, vì vậy nó có thể làm bão hòa bộ phát đáp mà không bị biến dạng.

### Trình tự trường
Một "khung" NTSC bao gồm một trường "chẵn" theo sau là một trường "lẻ". Đối với việc tiếp nhận tín hiệu tương tự, đây hoàn toàn là vấn đề quy ước và không có gì khác biệt. Nó giống như những vạch đứt đoạn chạy dọc giữa đường, không quan trọng đó là cặp dòng/dấu cách hay cặp dấu cách/dòng; hiệu ứng cho một trình điều khiển là hoàn toàn giống nhau.
Sự ra đời của các định dạng truyền hình kỹ thuật số đã phần nào thay đổi mọi thứ. Hầu hết các định dạng TV kỹ thuật số đều lưu trữ và truyền các trường theo cặp dưới dạng một khung hình kỹ thuật số duy nhất. Các định dạng kỹ thuật số phù hợp với tốc độ trường NTSC, bao gồm định dạng DVD phổ biến, quay video với trường chẵn trước trong khung hình kỹ thuật số, trong khi các định dạng phù hợp với tốc độ trường của hệ thống 625 line thường quay video với khung lẻ trước. Điều này có nghĩa là khi tái tạo nhiều định dạng kỹ thuật số không dựa trên NTSC, cần phải đảo ngược thứ tự trường, nếu không, hiệu ứng "lược" rùng mình không thể chấp nhận được sẽ xảy ra trên các đối tượng chuyển động khi chúng được hiển thị phía trước trong một trường và sau đó nhảy trở lại trong trường tiếp theo.
Điều này cũng trở thành một mối nguy hiểm khi video lũy tiến không phải NTSC được chuyển mã thành xen kẽ và ngược lại. Các hệ thống khôi phục khung lũy tiến hoặc video chuyển mã phải đảm bảo rằng "Thứ tự trường" được tuân theo, nếu không, khung được khôi phục sẽ bao gồm một trường từ một khung và một trường từ khung liền kề, dẫn đến các tạo phẩm xen kẽ "lược". Điều này thường có thể được quan sát thấy trong các tiện ích phát video dựa trên PC nếu lựa chọn thuật toán khử xen kẽ không phù hợp được thực hiện.
Trong nhiều thập kỷ phát sóng NTSC công suất cao ở Hoa Kỳ, việc chuyển đổi giữa các chế độ xem từ hai máy quay được thực hiện theo hai tiêu chuẩn Fielddom, sự lựa chọn giữa hai tiêu chuẩn được thực hiện theo địa lý, Đông so với Tây. Trong một vùng, việc chuyển đổi được thực hiện giữa trường lẻ kết thúc một khung và trường chẵn bắt đầu khung tiếp theo; mặt khác, việc chuyển đổi được thực hiện sau trường chẵn và trước trường lẻ. Do đó, ví dụ: bản ghi VHS tại nhà được tạo từ một bản tin truyền hình địa phương ở phương Đông, khi bị tạm dừng, sẽ chỉ hiển thị chế độ xem từ một camera (trừ khi có ý định quay hòa tan hoặc nhiều camera khác), trong khi phát lại VHS của một tình huống hài kịch. được ghi và chỉnh sửa ở Los Angeles và sau đó được truyền đi trên toàn quốc có thể bị tạm dừng tại thời điểm chuyển đổi giữa các máy quay với một nửa dòng mô tả cảnh quay đi và nửa còn lại mô tả cảnh quay đến.

## Biến thể

### NTSC-M
Không giống như PAL và SECAM, với nhiều hệ thống truyền hình phát sóng cơ bản khác nhau được sử dụng trên khắp thế giới, mã hóa màu NTSC hầu như luôn được sử dụng với hệ thống phát sóng M, mang lại NTSC-M.

### NTSC-N/NTSC50
NTSC-N/NTSC50 là hệ thống không chính thức kết hợp video 625 dòng với màu NTSC 3,58 MHz. Phần mềm PAL chạy trên NTSC Atari ST hiển thị bằng hệ thống này vì nó không thể hiển thị màu PAL. TV và màn hình có núm V-Hold có thể hiển thị hệ thống này sau khi điều chỉnh giữ dọc.
Chỉ có biến thể "NTSC-J" của Nhật Bản là hơi khác một chút: ở Nhật Bản, mức độ đen và mức độ trống của tín hiệu giống hệt nhau (tại 0 IRE) , vì chúng ở PAL, trong khi ở NTSC của Mỹ, mức độ màu đen cao hơn một chút (7,5 IRE) so với mức độ trống. Vì sự khác biệt là khá nhỏ, nên chỉ cần xoay nhẹ núm điều chỉnh độ sáng để hiển thị chính xác biến thể "khác" của NTSC trên bất kỳ bộ nào như nó được cho là; hầu hết người xem thậm chí có thể không nhận thấy sự khác biệt ngay từ đầu. Mã hóa kênh trên NTSC-J hơi khác so với NTSC-M. Cụ thể, băng tần VHF của Nhật Bản chạy từ các kênh 1–12 (nằm trên tần số ngay phía trên băng tần đài FM 76–90 MHz của Nhật Bản) trong khi băng tần TV VHF Bắc Mỹ sử dụng các kênh 2–13 ( 54–72 MHz, 76–88 MHz và 174–216 MHz) với 88–108 MHz được phân bổ cho phát sóng đài FM. Do đó, các kênh truyền hình UHF của Nhật Bản được đánh số từ 13 trở lên chứ không phải 14 trở lên, nhưng nếu không thì sử dụng cùng tần số phát sóng UHF như ở Bắc Mỹ.

### NTSC 4.43
NTSC 4.43 là một hệ thống giả truyền sóng mang con màu NTSC 4,43 MHz thay vì 3,58 MHz Đầu ra kết quả chỉ có thể xem được bởi các TV hỗ trợ hệ thống giả kết quả (chẳng hạn như hầu hết các TV PAL). Sử dụng TV NTSC gốc để giải mã tín hiệu sẽ không tạo ra màu, trong khi sử dụng TV PAL không tương thích để giải mã hệ thống sẽ tạo ra màu sắc thất thường (có thể quan sát thấy là thiếu màu đỏ và nhấp nháy ngẫu nhiên). Định dạng được sử dụng bởi USAF TV có trụ sở tại Đức trong Chiến tranh Lạnh. Nó cũng được tìm thấy dưới dạng đầu ra tùy chọn trên một số trình phát LaserDisc và một số bảng điều khiển trò chơi được bán ở các thị trường sử dụng hệ thống PAL.
Hệ thống NTSC 4.43, mặc dù không phải là định dạng phát sóng, nhưng thường xuất hiện dưới dạng chức năng phát lại của VCR định dạng băng cassette PAL, bắt đầu với định dạng Sony 3/4" U-Matic và sau đó là các máy định dạng Betamax và VHS, thường được quảng cáo là " Phát lại NTSC trên TV PAL". Vì Hollywood tuyên bố cung cấp hầu hết phần mềm băng cassette (phim và phim truyền hình dài tập) cho VCR cho người xem trên thế giới và vì không phải "tất cả" các bản phát hành băng cassette đều có sẵn ở định dạng PAL, một phương tiện rất mong muốn phát băng định dạng NTSC.
Màn hình video đa tiêu chuẩn đã được sử dụng ở châu Âu để chứa các nguồn phát sóng ở các định dạng video PAL, SECAM và NTSC. Quá trình xử lý màu heterodyne của U-Matic, Betamax & VHS giúp sửa đổi nhỏ đầu phát VCR để phù hợp với các băng định dạng NTSC. Định dạng dưới màu của VHS sử dụng sóng mang phụ 629 kHz trong khi U-Matic & Betamax sử dụng sóng mang phụ 688 kHz để mang tín hiệu sắc độ được điều chế biên độ cho cả định dạng NTSC và PAL. Vì VCR đã sẵn sàng phát phần màu của bản ghi NTSC bằng chế độ màu PAL, nên tốc độ quét PAL và tốc độ capstan phải được điều chỉnh từ tốc độ trường 50 Hz của PAL thành tốc độ trường 59,94 Hz của NTSC và tốc độ băng tuyến tính nhanh hơn .
Các thay đổi đối với PAL VCR là nhỏ nhờ các định dạng ghi VCR hiện có. Đầu ra của VCR khi phát băng NTSC ở chế độ NTSC 4.43 là 525 dòng/29,97 khung hình mỗi giây với màu không đồng nhất tương thích với PAL. Bộ thu đa tiêu chuẩn đã được thiết lập để hỗ trợ các tần số NTSC H & V; nó chỉ cần làm như vậy trong khi nhận được màu PAL.
Sự tồn tại của những máy thu đa tiêu chuẩn đó có lẽ là một phần của quá trình mã hóa vùng DVD. Vì các tín hiệu màu là thành phần trên đĩa cho tất cả các định dạng hiển thị, nên hầu như không cần thay đổi đối với đầu PAL DVD để phát đĩa NTSC (525/29,97) miễn là màn hình tương thích với tốc độ khung hình.

### OSKM (Liên Xô-NTSC)
Vào tháng 1 năm 1960 (7 năm trước khi áp dụng phiên bản SECAM đã sửa đổi), studio truyền hình thử nghiệm ở Moscow bắt đầu phát sóng bằng hệ thống OSKM. OSKM là phiên bản NTSC được điều chỉnh theo tiêu chuẩn D/K 625/50 của Châu Âu. Chữ viết tắt OSKM có nghĩa là "Hệ thống đồng thời có điều chế bậc hai" (tiếng Nga: Одновременная Система с Квадратурной Модуляцией). Nó đã sử dụng sơ đồ mã màu mà sau này được sử dụng trong PAL (U và V thay vì I và Q).
Tần số sóng mang phụ màu là 4,4296875 MHz và băng thông của tín hiệu U và V gần 1,5 MHz Chỉ khoảng 4000 TV của 4 mẫu (Raduga, Temp-22, Izumrud-201 và Izumrud-203) được sản xuất để nghiên cứu chất lượng thực sự của việc tiếp nhận TV. Những chiếc TV này không được bán trên thị trường, mặc dù đã được đưa vào danh mục hàng hóa cho mạng lưới thương mại của Liên Xô.
Việc phát sóng với hệ thống này kéo dài khoảng 3 năm và đã ngừng hoạt động trước khi quá trình truyền SECAM bắt đầu ở Liên Xô. Không có đầu thu TV đa tiêu chuẩn hiện tại nào có thể hỗ trợ hệ thống TV này.

### Phim NTSC
Nội dung phim thường được quay ở tốc độ 24 khung hình/giây có thể được chuyển đổi thành 30 khung hình/giây thông qua quy trình telecine để sao chép khung hình khi cần.
{\displaystyle {\frac {23.976}{29.97}}={\frac {4}{5}}}
Về mặt toán học đối với NTSC, điều này tương đối đơn giản vì chỉ cần sao chép mọi khung hình thứ tư. Các kỹ thuật khác nhau được sử dụng. NTSC với tốc độ khung hình thực tế là 24⁄1,001  (xấp xỉ 23,976) khung hình/giây thường được định nghĩa là phim NTSC. Một quá trình được gọi là kéo lên, còn được gọi là kéo xuống, tạo ra các khung trùng lặp khi phát lại. Phương pháp này phổ biến đối với video kỹ thuật số H.262/MPEG-2 Part 2 để nội dung gốc được giữ nguyên và phát lại trên thiết bị có thể hiển thị nội dung đó hoặc có thể chuyển đổi sang thiết bị không thể.

### Khu vực trò chơi điện tử Canada/Hoa Kỳ
Đôi khi NTSC-U, NTSC-US hoặc NTSC-U/C được sử dụng để mô tả khu vực trò chơi điện tử ở Bắc Mỹ (U/C đề cập đến Hoa Kỳ + Canada), vì khóa khu vực thường hạn chế trò chơi có thể chơi được bên ngoài khu vực.

## So sánh chất lượng

Thanh màu SMPTE, một ví dụ về mẫu kiểm tra

Đối với NTSC và ở mức độ thấp hơn là PAL, các sự cố tiếp nhận có thể làm giảm độ chính xác màu của hình ảnh trong đó hiện tượng bóng mờ có thể tự động thay đổi pha của chùm màu với nội dung hình ảnh, do đó làm thay đổi cân bằng màu của tín hiệu. Phần bù đầu thu duy nhất nằm trong các mạch khử bóng ma đầu thu TV chuyên nghiệp được sử dụng bởi các công ty truyền hình cáp. Các thiết bị điện tử ống chân không được sử dụng trong tivi suốt thập niên 1960 đã dẫn đến nhiều vấn đề kỹ thuật khác nhau. Trong số những thứ khác, giai đoạn bùng nổ màu sắc thường bị trôi. Ngoài ra, các hãng TV không phải lúc nào cũng truyền chính xác, dẫn đến thay đổi màu sắc khi chuyển kênh, đó là lý do tại sao TV NTSC được trang bị điều khiển tông màu. TV PAL và SECAM ít có nhu cầu hơn. SECAM nói riêng rất mạnh mẽ, nhưng PAL, mặc dù xuất sắc trong việc duy trì tông màu da mà người xem đặc biệt nhạy cảm, tuy nhiên sẽ làm biến dạng các màu khác khi gặp lỗi pha. Với lỗi pha, chỉ những máy thu "Deluxe PAL" mới thoát khỏi hiện tượng biến dạng "thanh Hanover". Các điều khiển màu sắc vẫn được tìm thấy trên TV NTSC, nhưng trôi màu nói chung không còn là vấn đề đối với các mạch hiện đại hơn vào thập niên 1970. Đặc biệt, khi so sánh với PAL, độ chính xác và nhất quán của màu NTSC đôi khi bị coi là kém hơn, dẫn đến việc các chuyên gia video và kỹ sư truyền hình gọi đùa NTSC là Never The Same Color, Never Twice the Same Color, hoặc No True Skin Colors, trong khi đối với hệ thống PAL đắt tiền hơn, cần phải Trả tiền cho sự sang trọng bổ sung.
PAL còn được gọi là Peace At Last, Perfection At Last hay Pictures Always Lovely trong cuộc chiến màu sắc. Tuy nhiên, điều này hầu hết được áp dụng cho TV dựa trên ống chân không và các bộ trạng thái rắn kiểu sau sử dụng tín hiệu Tham chiếu khoảng dọc có ít sự khác biệt về chất lượng giữa NTSC và PAL. Điều khiển pha màu, "tint" hoặc "hue" này cho phép bất kỳ ai có kỹ năng nghệ thuật này dễ dàng hiệu chỉnh màn hình bằng SMPTE color bars, ngay cả với một tập hợp đã bị trôi trong biểu diễn màu của nó, cho phép màu sắc phù hợp được hiển thị. Các TV PAL cũ hơn không đi kèm với bộ điều khiển "màu sắc" mà người dùng có thể truy cập (nó được đặt tại nhà máy), điều này góp phần tạo nên danh tiếng về màu sắc có thể tái tạo.
Việc sử dụng màu được mã hóa NTSC trong các hệ thống S-Video, cũng như việc sử dụng NTSC hỗn hợp mạch kín, cả hai đều loại bỏ biến dạng pha vì không có hiện tượng bóng mờ tiếp nhận trong hệ thống mạch kín để làm nhòe màu bùng nổ . Đối với băng video VHS trên trục ngang và tốc độ khung hình của ba hệ màu khi được sử dụng với sơ đồ này, việc sử dụng S-Video mang lại chất lượng hình ảnh có độ phân giải cao hơn trên màn hình và TV mà không cần phần lọc lược bù chuyển động chất lượng cao. (Độ phân giải NTSC trên trục tung thấp hơn tiêu chuẩn Châu Âu, 525 dòng so với 625.) Tuy nhiên, nó sử dụng quá nhiều băng thông để truyền qua vô tuyến. Máy tính gia đình Atari 800 và Commodore 64 tạo ra S-video, nhưng chỉ khi được sử dụng với các màn hình được thiết kế đặc biệt vì không có TV nào vào thời điểm đó hỗ trợ sắc độ và độ sáng riêng biệt trên giắc cắm RCA tiêu chuẩn. Năm 1987, ổ cắm mini-DIN bốn chân tiêu chuẩn đã được giới thiệu cho đầu vào S-video với sự ra đời của đầu phát S-VHS, là thiết bị đầu tiên được sản xuất sử dụng phích cắm bốn chân. Tuy nhiên, S-VHS chưa bao giờ trở nên phổ biến. Máy chơi game video vào thập niên 1990 cũng bắt đầu cung cấp đầu ra S-video.
Sự không phù hợp giữa 30 khung hình mỗi giây của NTSC và 24 khung hình của phim được khắc phục bằng một quy trình tận dụng tốc độ trường của tín hiệu NTSC xen kẽ, do đó tránh được tốc độ phát lại phim được sử dụng cho các hệ thống 576i ở 25 khung hình mỗi giây thứ hai (làm cho âm thanh đi kèm hơi tăng cao độ, đôi khi được chỉnh sửa bằng cách sử dụng chuyển đổi cao độ) với mức giá bằng một số giật trong video. Xem Chuyển đổi tỷ lệ khung hình ở trên.

## Tham chiếu khoảng thời gian dọc
Hình ảnh video NTSC tiêu chuẩn chứa một số dòng (dòng 1–21 của mỗi trường) không hiển thị (điều này được gọi là Vertical blanking interval hoặc VBI); tất cả đều nằm ngoài rìa của hình ảnh có thể xem được, nhưng chỉ các dòng 1–9 được sử dụng cho xung đồng bộ dọc và cân bằng. Các dòng còn lại được cố ý để trống trong thông số kỹ thuật NTSC ban đầu để cung cấp thời gian cho chùm tia điện tử trong màn hình CRT quay trở lại phần trên cùng của màn hình.
VIR (hoặc Tham chiếu khoảng dọc), được áp dụng rộng rãi vào thập niên 1980, cố gắng khắc phục một số vấn đề về màu sắc với video NTSC bằng cách thêm dữ liệu tham chiếu do studio chèn vào cho các mức độ sáng và sắc độ trên dòng 19. Sau đó, các bộ truyền hình được trang bị phù hợp có thể sử dụng những dữ liệu này để điều chỉnh màn hình cho giống với hình ảnh studio gốc. Tín hiệu VIR thực tế chứa ba phần, phần đầu tiên có độ chói 70 phần trăm và cùng sắc độ như tín hiệu color burst và hai phần còn lại có độ chói lần lượt là 50 phần trăm và 7,5 phần trăm.
Phiên bản kế thừa ít được sử dụng hơn của VIR, GCR, cũng đã thêm khả năng loại bỏ ma (nhiễu đa đường).
Các dòng Vertical blanking interval còn lại thường được sử dụng cho truyền dữ liệu hoặc dữ liệu phụ trợ như dấu thời gian chỉnh sửa video (mã thời gian khoảng dọc hoặc SMPTE mã thời gian trên các dòng 12–14), dữ liệu kiểm tra trên dòng 17–18, mã nguồn mạng trên dòng 20 và chú thích chi tiết, XDS và V-chip dữ liệu trên dòng 21. Các ứng dụng teletext ban đầu cũng sử dụng các dòng cách khoảng trống dọc 14–18 và 20, nhưng teletext qua NTSC chưa bao giờ được người xem chấp nhận rộng rãi.
Nhiều đài truyền dữ liệu Hướng dẫn TV trên màn hình (TVGOS) cho hướng dẫn chương trình điện tử trên các đường VBI. Trạm chính trong thị trường sẽ phát 4 dòng dữ liệu và các trạm dự phòng sẽ phát 1 dòng. Ở hầu hết các thị trường, trạm PBS là máy chủ chính. Dữ liệu TVGOS có thể chiếm bất kỳ dòng nào từ 10–25, nhưng trên thực tế, nó chỉ giới hạn ở 11–18, 20 và dòng 22. Dòng 22 chỉ được sử dụng cho 2 chương trình phát sóng, DirecTV và CFPL-TV.
Dữ liệu TiVo cũng được truyền trên một số quảng cáo và quảng cáo chương trình để khách hàng có thể tự động ghi lại chương trình đang được quảng cáo và cũng được sử dụng trong chương trình trả tiền nửa giờ hàng tuần trên Ion Television và Kênh Discovery làm nổi bật các chương trình khuyến mãi và nhà quảng cáo TiVo.

## Quốc gia và vùng lãnh thổ đang hoặc đã từng sử dụng hệ NTSC
Dưới đây các quốc gia và vùng lãnh thổ hiện đang hoặc đã từng sử dụng hệ thống NTSC. Nhiều trong số này đã chuyển đổi hoặc hiện đang chuyển từ NTSC sang các tiêu chuẩn truyền hình kỹ thuật số như ATSC (Hoa Kỳ, Canada, Mexico, Suriname, Jamaica, Hàn Quốc), ISDB (Nhật Bản, Philippines và một phần Nam Mỹ), DVB-T (Đài Loan, Panama, Colombia, Myanmar và Trinidad và Tobago) hoặc DTMB (Cuba).
- American Samoa[40]
- Anguilla[40]
- Antigua and Barbuda[40]
- Aruba[40]
- Bahamas[40]
- Barbados[40]
- Belize[40]
- Bermuda[40] (Các chương trình phát sóng NTSC không dây (Kênh 9) đã bị chấm dứt kể từ tháng 3 năm 2016, các đài phát sóng địa phương hiện đã chuyển sang các kênh kỹ thuật số 20.1 và 20.2.)[41]
- Bolivia[40]
- Bonaire[40]
- British Virgin Islands[40]
- Canada[40] (Việc phát sóng NTSC qua mạng tại các thành phố lớn đã ngừng vào tháng 8 năm 2011 do luật pháp quy định, để được thay thế bằng ATSC. Một số thị trường một trạm hoặc thị trường chỉ được phục vụ bởi các bộ lặp công suất tối đa vẫn tương tự.[42])
- Caribbean Netherlands[40]
- Cayman Islands[40]
- Chile[40] (Ngắt analog dự kiến đến năm 2022,[43] phát sóng mô phỏng ISDB-Tb.)
- Colombia[40] (Ngắt analog được lên lịch đến năm 2022, phát sóng mô phỏng DVB-T.)
- Costa Rica[40] (Phát sóng NTSC bị hủy bỏ vào tháng 12 năm 2018, phát sóng mô phỏng ISDB-Tb.)
- Cuba[40]
- Curaçao[40]
- Dominica[40]
- Dominican Republic[40] (Quá trình phát sóng NTSC không dây dự kiến sẽ bị hủy bỏ vào năm 2021, phát sóng mô phỏng trong ATSC.[44])
- Ecuador[40]
- El Salvador (Quá trình phát sóng NTSC không dây dự kiến sẽ bị hủy bỏ vào ngày 1 tháng 1 năm 2020, phát sóng mô phỏng trong ISDB-Tb.)
- Grenada[40]
- Guam[40]
- Guatemala[40]
- Guyana[40]
- Haiti[40]
- Honduras[40] (Quá trình phát sóng NTSC không dây dự kiến sẽ bị hủy bỏ vào tháng 12 năm 2020, phát sóng mô phỏng trong ISDB-Tb.)
- Jamaica[40] (Sẽ chuyển đổi sang ATSC 3.0 thay vì 1.0. Việc chuyển đổi sẽ bắt đầu vào năm 2022 và dự kiến hoàn thành vào năm 2023.) [45]
- Japan[40] (chuyển hoàn toàn sang ISDB vào năm 2012, sau khi Động đất và sóng thần Tōhoku 2011 trì hoãn việc triển khai theo kế hoạch năm 2011 ở ba tỉnh)
- Marshall Islands[40] (trong Hiệp ước về Hiệp hội Tự do với Hoa Kỳ; việc áp dụng NTSC được tài trợ bởi viện trợ của Hoa Kỳ)
- México kế hoạch chuyển đổi từ NTSC được công bố ngày 2 tháng 7 năm 2004,[46] bắt đầu chuyển đổi vào năm 2013[47] quá trình chuyển đổi hoàn toàn đã được lên kế hoạch vào ngày 31 tháng 12 năm 2015,[48] nhưng do vấn đề kỹ thuật và kinh tế đối với một số máy phát, quá trình chuyển đổi toàn bộ đã được gia hạn để hoàn thành vào ngày 31 tháng 12 năm 2016.
- Micronesia[40] (trong Compact of Free Association với Hoa Kỳ, chuyển sang DVB-T)
- Midway Atoll (một căn cứ quân sự của Hoa Kỳ)
- Montserrat[40]
- Myanmar
- Nicaragua[40]
- Northern Mariana Islands
- Palau[40] (trong Hiệp ước Liên kết Tự do với Hoa Kỳ; đã thông qua NTSC trước khi độc lập)
- Panama[40] (Các chương trình phát sóng NTSC sẽ bị loại bỏ vào năm 2020, phát sóng mô phỏng DVB-T. Các chương trình phát sóng NTSC sẽ bị loại bỏ ở những khu vực có hơn 90% khả năng thu DVB-T.)
- Peru,[40] (Phát sóng NTSC sẽ bị hủy bỏ trước ngày 31 tháng 12 năm 2017, phát sóng mô phỏng ISDB-Tb.)[49]
- Philippines[40] (Dự định phát sóng NTSC sẽ bị hủy bỏ vào cuối năm 2015; tuy nhiên, vào cuối năm 2014, nó đã bị hoãn lại đến năm 2019.[50] Tất cả các chương trình phát sóng tương tự dự kiến sẽ ngừng hoạt động vào năm 2023.[51][52][53][54][55] Nó sẽ đồng thời truyền ISDB-T.)
- Puerto Rico[40] (đang dùng ATSC)
- Saint Kitts and Nevis[40]
- Saint Lucia[40]
- Saint Vincent and the Grenadines[40]
- Ả Rập Xê Út (đã sử dụng NTSC, SECAM và PAL, trước khi chuyển sang PAL vào đầu những năm 1990)
- Sint Maarten[40] (cũng đã sử dụng khoảng cách 8 MHz của DVB-T2 (cùng khoảng cách băng thông ở Hà Lan thuộc Châu Âu) trên thuê bao TV kỹ thuật số mặt đất được mã hóa qua WTN CABLE)
- South Korea
- Suriname[40]
- Trinidad and Tobago[40]
- Turks and Caicos Islands[40]
- Hoa Kỳ[40] (Phát sóng toàn bộ năng lượng qua không trung NTSC đã bị tắt ngày 12 tháng 6 năm 2009[56][57] ủng hộ ATSC. Trạm công suất thấp, Trạm loại A đã bị tắt vào ngày 1 tháng 9 năm 2015. Người dịch và các Các trạm năng lượng thấp được cho là sẽ chuyển đổi vào cùng ngày các trạm Loại A ngừng dịch vụ tương tự nhưng nó đã bị hoãn lại đến ngày 13 tháng 7 năm 2021 do đấu giá phổ tần.[58] Hầu hết các hệ thống truyền hình cáp tương tự còn lại cũng không bị ảnh hưởng.)[59]
- United States Virgin Islands
- Venezuela[40]